# Ricard Miralles
Ricard Miralles Izquierdo (Barcelona, 9 de agosto de 1944) es un músico español de formación clásica y jazzística, compositor y pianista que ha sido fundamental en las composiciones de artistas como Joan Manuel Serrat o Alberto Cortez.

## Trayectoria artística
Ricard Miralles cursa sus estudios musicales en el Conservatorio Superior de Música de Barcelona, su ciudad natal, bajo las directrices de los maestros Joan Gibert-Camins, Joaquín Zamacois y Joan Massià. Se inicia en la música popular en el campo jazzístico y recibe influencias directas del gran Tete Montoliu, con el que compartió un gran afecto personal. Se da a conocer profesionalmente en el "Jamboree Jazz Club" de Barcelona y en el "Whisky Jazz Club" de Madrid. En Barcelona se inicia tocando vibráfono y trompeta. En 1968 se convierte en el pianista del Club y también en el de Serrat.
En 1967 hace los arreglos para el primer disco de Francesc Pi de la Serra, de título Pi de la Serra. Será precisamente Pi de la Serra quien le presente a Serrat en 1968. Miralles también realiza la banda sonora de la película Entre paréntesis. 
Con los años, Ricard Miralles fue elegido miembro de la Academia de Artes y Ciencias Cinematográficas. Ha compuesto música para más de 20 películas. 
Como arreglista ha colaborado en la realización de gran número de producciones discográficas de muy diversos estilos acompañando a grandes artistas a lo largo de sus cincuenta años de carrera profesional. Grabó cuatro discos con Soledad Bravo: uno de canciones sefarditas (1980), otro de boleros del mismo año, Canciones de la Nueva Trova Cubana (1976), y uno con poemas de Rafael Alberti, de 1977. En el álbum Emboscados (1994) de Amancio Prada, figura Oratorio para dos voces, guitarras, flauta, percusión, violín y violoncelo con arreglos de Miralles. También ha grabado con Pasión Vega en su disco Flaca de amor en 2005.
En medio de estos largos periodos con Serrat, y durante una década, acompañó en sus recitales y en grabaciones al cantautor argentino Alberto Cortez. En 1993, le proponen a Miralles hacer unas galas en España: Santiago Reyes estaba con Cortez, y allí surgió entonces el proyecto "Lo Cortez no quita lo Cabral", con Facundo Cabral. Hicieron una gira por toda Argentina, desde Misiones hasta Ushuaia. Ricard Miralles grabó varios discos con Cortez, entre ellos los cinco discos de "Canciones desnudas". 
Al lado del cantautor Joan Manuel Serrat desempeña la labor de director musical en dos periodos diferentes: el primero, desde 1968 hasta 1987; y el segundo, el que se inició para el proyecto Versos en la boca y continúa hasta la actualidad y es, por definición, el compositor, director musical y arreglista fundamental de la trayectoria de Serrat, a quien acompaña en la grabación de los discos y en los directos de las diferentes giras que realiza hasta la actualidad, siempre de larga duración en número de conciertos. Las últimas, no registradas en disco, han sido Serrat 100x100 con un repaso en formato intimista (voz, guitarra y piano) de las canciones clásicas de Serrat y Dos pájaros de un tiro, gira conjunta de Serrat con Joaquín Sabina en 2007. A finales de 2008 y principios de 2009, Ricard Miralles retoma su gira conjunta Serrat 100x100 con Joan Manuel Serrat por diversos países de América y por España, gira que acaba el 1 de agosto de 2009.
En 2016 publica el disco Las canciones de Serrat sin Serrat (Picap) junto al también pianista Josep Mas "Kitflus", versiones a dos pianos de catorce temas de Serrat.
Los discos que Ricard Miralles ha grabado junto a Serrat son los siguientes:
- SP - Per Sant Joan 1968
- LP - Com ho fa el vent 1968
- LP - La paloma 1969 (7 canciones)
- SP - Tiempo de lluvia 1969
- LP - Dedicado a Antonio Machado, poeta 1969
- LP - Serrat/4 1970
- LP - Mi niñez 1970
- LP - Para vivir 1974
- SP - Edurne 1974
- LP - Para piel de manzana 1975
- LP - Res no és mesquí 1977 (2 canciones)
- LP - Tal com raja 1980
- LP - En tránsito 1981
- LP - Cada loco con su tema 1983
- LP - Fa vint anys que tinc vint anys 1984
- LP - Serrat en directo, doble LP 1984
- LP - El sur también existe 1985
- LP - Parrita "Nuevas ilusiones" 1985
- LP - Sinceramente teu 1986
- LP - Bienaventurados 1987
- CD - Versos en la boca 2002
- CD - Serrat sinfónico 2003
- CD - Mô 2006
- CD+DVD - Dos pájaros de un tiro 2007 - Joan Manuel Serrat y Joaquín Sabina
- CD+DVD - Hijo de la luz y de la sombra 2010